# ساچورنیا
ساچورنیا (به ایتالیایی: Saturnia) یک منطقهٔ مسکونی در ایتالیا است که در مانچیانو واقع شده‌است. ساچورنیا ۲۸۰ نفر جمعیت دارد و ۲۹۴ متر بالاتر از سطح دریا واقع شده‌است.